# Masten Gregory
Masten Gregory (ur. 29 lutego 1932 roku w Kansas City, zm. 8 listopada 1985 roku w Porto Ercole, k. Rzymu) – był amerykańskim kierowcą wyścigowym.
Karierę rozpoczął w klasie samochodów sportowych w 1952 roku. Po kilku latach przeniósł się do Europy, gdzie jednak nie odniósł większych sukcesów. Przełomowym momentem w jego karierze było zwycięstwo w wyścigu 1000 km Buenos Aires w 1957 roku. Zwrócił w ten sposób uwagę Domenico Dei, właściciela prywatnego zespołu Formuły 1, Scuderia Centro Sud.
Gregory na stałe przeniósł się do Europy i zadebiutował w Formule 1 podczas Grand Prix Monako 1957, gdzie sensacyjnie zajął trzecie miejsce. Został w ten sposób pierwszym Amerykaninem, który stanął na podium wyścigu F1 (pomijając ignorowany przez Europejczyków Indianapolis 500).
Mimo obiecującego debiutu, kariera Gregory'ego w Europie nigdy nie nabrała prawdziwego rozpędu. Głównym powodem były kontuzje, jakich doznał w kilku wypadkach na torze. Dodatkowo większe sukcesy odnosili jego rodacy, Phil Hill i Dan Gurney. W 1959 roku startował w fabrycznym zespole Coopera, gdzie zanotował swój najlepszy wynik w F1 – drugie miejsce w Grand Prix Portugalii.
Od 1960 roku startował w barwach prywatnych zespołów; do końca swojej kariery w F1 zdobył od tego momentu zaledwie jeden punkt. Ogólnie w latach 1957–1965 wystąpił w 38 wyścigach.
Oprócz występów w Formule 1, regularnie brał udział w wyścigach długodystansowych samochodów sportowych. W 1965 roku zanotował największy sukces w swojej karierze, zwycięstwo w 24-godzinnym wyścigu w Le Mans za kierownicą Ferrari 275 LM (partnerem był Jochen Rindt).
Zakończył karierę w 1972 roku, po śmierci bliskiego przyjaciela z czasów F1, Joakima Bonniera. Zamieszkał w Amsterdamie, gdzie odnalazł się w branży handlu diamentami oraz wyrobami ze szkła.
Od wczesnego dzieciństwa cierpiał na wadę wzroku; w efekcie jego znakiem rozpoznawczym były stale noszone okulary w grubych oprawkach. W światku sportowym zyskał sobie przydomek Kansas City Flash. W 1951 roku ożenił się z Luellą Hewitt, z którą miał czworo dzieci (trzech synów i córkę).
Zmarł nagle na atak serca podczas pobytu wypoczynkowego we Włoszech.